# Brace

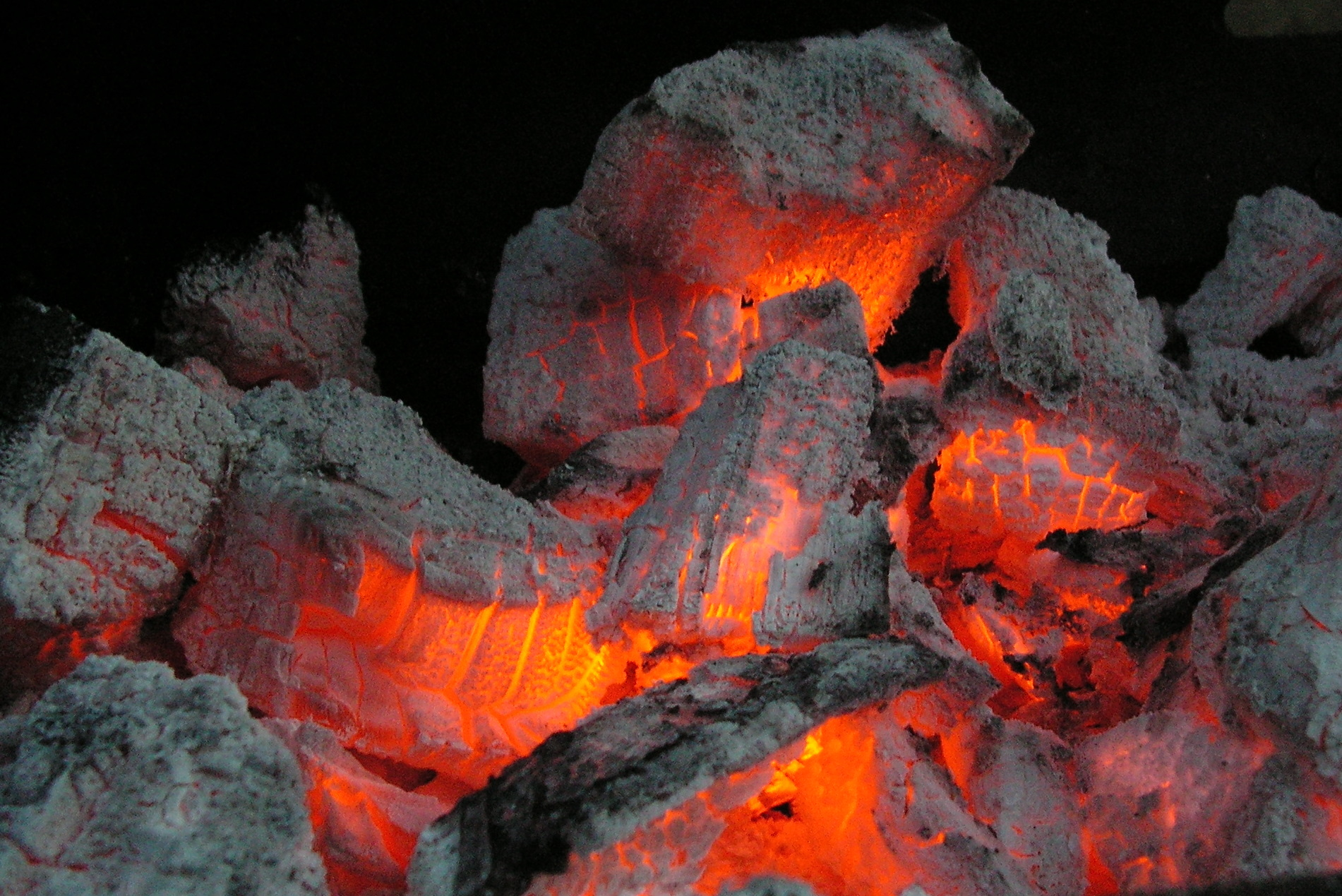
Braci di carbonella.

Per brace si intende il residuo della bruciatura del legno, del carbone o di altri materiali a base di carbonio, che rimane dopo l'accensione di un fuoco. Le braci possono emettere luce quando sono a una temperatura molto elevata, e producono calore anche dopo che il fuoco si è estinto.  
Le braci possono essere usate per cuocere cibo, come nel barbecue, oppure per il riscaldamento domestico: in quest'ultimo caso, messe nel braciere, sono preferite rispetto al fuoco perché irradiano una quantità di calore costante rispetto alle fiamme.

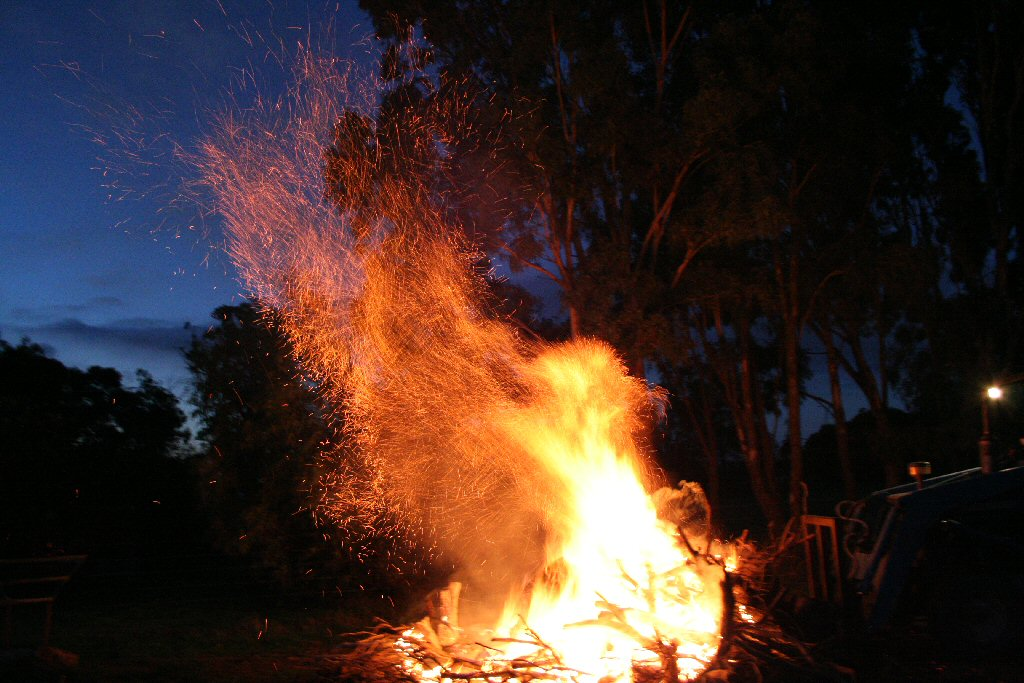
Un falò in una zona rurale dell'Australia, con molte braci che sfrigolano al vento.

La brace si forma quando il fuoco ha parzialmente bruciato un pezzo di carburante, e c'è ancora dell'energia chimica utilizzabile in quel pezzo. Spesso questo succede perché l'energia chimica si trova all'interno e l'aria non può raggiungerla, quindi non viene innescata la combustione in grande scala ma in piccola scala, che consente al materiale di mantenere un'alta temperatura. Quando la brace esaurisce il suo potere di combustibile si trasforma in cenere.
La brace può essere una causa per cui si innesca un incendio in una foresta. Quando le braci sono piccole e leggere (per esempio originanti da foglie bruciate) possono essere trasportate dal vento; in un incendio di grandi proporzioni le braci possono cadere a centinaia di metri di distanza dal fuoco, innescando altri fuochi.